# Hilary (voornaam)

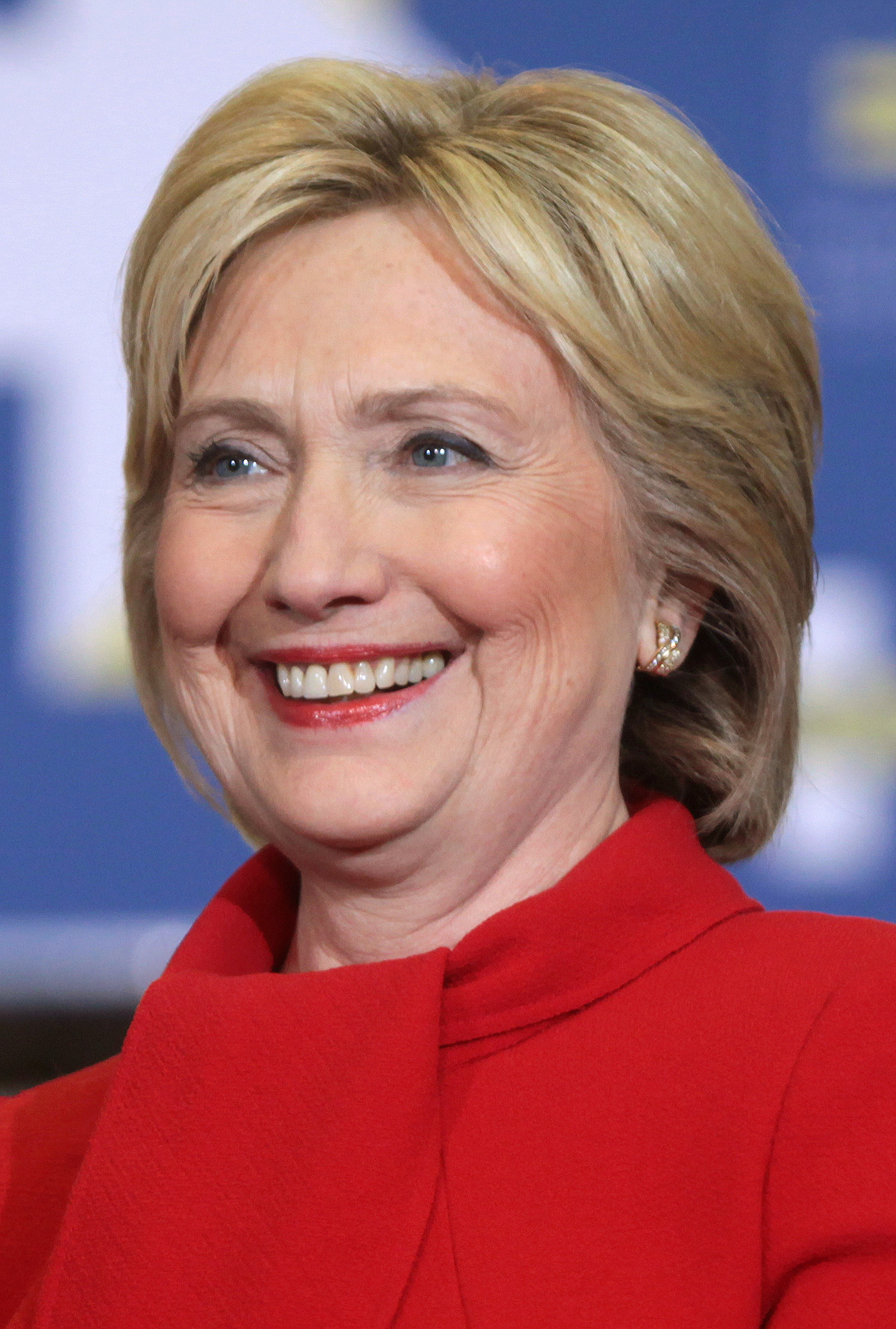
Hillary Clinton

Hilary of Hillary is een Engelstalige voornaam die zowel aan jongens als aan meisjes kan gegeven worden. De naam is een afgeleide van Hilarius, wat "vrolijk", "opgeruimd", "opgewekt" betekent. In het Nederlandstalige gebied is het een weinig voorkomende naam.

## Bekende mannelijke naamdragers

### Hilary
- Hilary Koprowski, Pools-Amerikaans immunoloog en viroloog
- Hilary Minster, Brits acteur
- Hilary Putnam, Amerikaans filosoof
- Hilary Smart, Amerikaans zeiler

## Bekende vrouwelijke naamdragers

### Hilary
- Hilary Caldwell, Canadees zwemster
- Hilary Duff, Amerikaans popzangeres en actrice
- Hilary Mantel, Brits schrijfster
- Hilary Swank, Amerikaans actrice

### Hillary
- Hillary Clinton, Amerikaans politica
- Hillary Jordan, Amerikaans schrijfster